# 李铭新
李铭新（1915年—2005年），男，福建福州人，中国病理生理学家，曾任中国医学科学院教授、博士生导师。